# Wootz

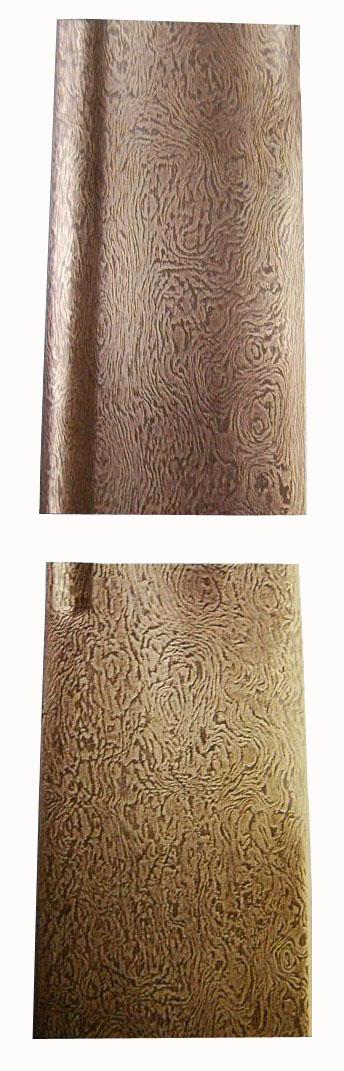
Lame en acier de Damas wootz, épée iranienne du XVIe siècle.

Le wootz (ou wootzer ou wûtzer) est un type d'acier indien autrefois principalement utilisé pour la fabrication de lames de sabre. Le mot « wootz » est une altération, d'après le marathi « ũc », de « wook » utilisé par le botaniste Benjamin Heyne sans doute emprunté au mot kannara ukku, tous deux signifiant « supérieur » et utilisés pour nommer l'acier comme dans nombre de langues de l'Inde du Sud.
Le wootz est un des premiers aciers au creuset connu, dont la production est attestée vers l'an 300 av. J.-C.. L'acier wootz était largement répandu dans la région, et il est devenu particulièrement célèbre dans le Moyen-Orient, où il est connu comme l'acier de Damas qui était utilisé pour fabriquer des lames dites « de Damas », renommées pour leur dureté.
Bien que l'appellation littérale de « lame de Damas » (en fait historiquement lame provenant de la sphère indo-musulmane) est celle liée à la fabrication de lame avec de l'acier de wootz, la relative rareté de l'acier de Damas originel a conduit à ce que le terme « Damas » désigne essentiellement des Damas de corroyage. L'usage du terme dans ce sens est donc devenu courant et légitime et, en réaction, les aciers de type wootz sont parfois appelés « vrai Damas ».

## Type d'acier
Le wootz est un acier à haute teneur en carbone, dont la concentration varie entre 1,3 et 2,2 %[réf. nécessaire]. La particularité du wootz est de posséder une précipitation de cémentite sphéroïdale (carbure de formule Fe3C) qui est grossière dans les lingots de wootz et fine quand le métal a été forgé dans les bonnes conditions pour fabriquer une lame[réf. nécessaire].
L'acier comporte également un certain nombre d'éléments d'additions (chrome, molybdène, niobium, manganèse, vanadium) qui jouent un rôle dans la structure et les caractéristiques finales des lames de Damas. Le vanadium joue un rôle très important dans l'obtention de ces caractéristiques (en particulier des célèbres motifs « de Damas »). Il sert de germe à la formation des grains de carbure et contribue à une meilleure distribution de leurs alignements. Ce métal rare était présent en quantité faible mais suffisante dans le minerai de fer de l'Inde du Sud (0,1%). J.D. Verhoeven, A.H. Pendray, W.E. Dauksch émettent l'hypothèse que les secrets de la fabrication du wootz se sont perdus à la suite de l'épuisement des filons indiens de minerai de fer qui contenait ces éléments.

## Fabrication du wootz
La fabrication de cet acier s'est arrêtée très probablement au cours du XVIIIe siècle à cause de l'épuisement du précieux minerai. La dernière fabrication de lames de Damas avec du wootz semble se situer aux environs de 1750. Les techniques supposées sont issues des recherches archéologiques et des travaux en laboratoire réalisés par les métallurgistes depuis le XIXe siècle.

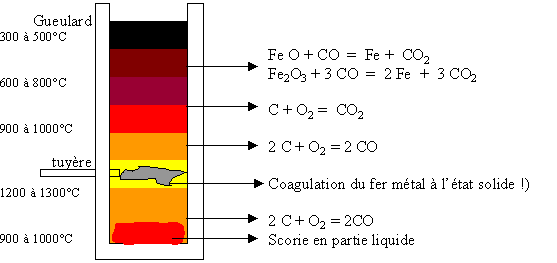
Principe du bas fourneau : réduction des oxydes de fer du minerai en fer, avec la source carbonée.

La fabrication se déroulait en trois phases :
- La première phase est une phase commune à toutes les fabrications d'acier. Elle correspond à la réduction de l'oxyde de fer qui constitue le minerai. Les forgerons indiens mélangeaient le minerai avec du charbon de bois, du bois et des feuilles. Ils chauffaient le mélange à des températures de 1 200 °C[5]. L'opération était réalisée dans un « bas fourneau », qui consistait souvent en un simple trou dans le sol[3]. Le résultat de la réduction est appelé « loupe », c'est un agglomérat grossier qui doit être débarrassé de ses scories par l'opération de martelage (encore appelé cinglage) afin d'obtenir un métal plus homogène[3] et débarrassé de ses impuretés.
- La deuxième phase constituait la fabrication proprement dite du wootz. Les forgerons plaçaient dans un creuset un mélange de fer obtenu dans la phase précédente, de métal déjà transformé par forgeage et de charbon de bois, du verre et des feuilles vertes dans un petit creuset fermé. Le creuset avait une forme conique et mesurait 8 cm de diamètre et 16 cm de haut. Il était constitué en matière réfractaire pouvant résister à des températures de plus de 1 400 °C. Quinze creusets étaient placés les uns sur les autres dans un puits rempli de cendre. Dans un puits concentrique au premier communiquant par le bas, le forgeron plaçait du combustible constitué de branches et de feuilles[6]. La combustion permettait d'obtenir des températures de 1 300 à 1 400 °C. La véritable innovation des Indiens a été de réussir à construire des fours atteignant ces températures, où le fer désoxydé mélangé au charbon de bois de bambou en proportions déterminées, réagit pour former l'acier[3].

Pendant le chauffage, le carbone diffusait dans le fer qui restait en phase solide formant de l'austénite. Il se formait cependant en surface du mélange une couche plus riche en carbone avec une température de fusion plus basse. Cette couche de fonte blanche fondait. Le forgeron savait que le carbone avait suffisamment diffusé et que l'acier avait la qualité recherchée quand il entendait le clapotis de la fonte en fusion. Les feuilles vertes étaient destinées à produire de l'hydrogène qui favorisait la carburation. Le verre formait une couche protégeant le métal de l'oxydation et captait les impuretés restantes.
- La troisième phase est constituée par le refroidissement. Celui-ci était très lent, ce qui devait permettre une répartition homogène du carbone dans la phase austénitique. À partir de 1 000 °C, la cémentite commence à précipiter sur les joints de grain de l'austénite[5]. La précipitation des carbures dans le wootz brut de fonderie est grossière. La morphologie fine de ces précipités sera donnée par le forgeage de la lame.

Le refroidissement du billon est lent et commence en périphérie, il est donc fréquent que la partie centrale supérieure présente des fractures dues à la contraction du métal, et tend aussi à concentrer les traces d’autres métaux et contaminants présents dans le métal d’origine. Lorsqu’il est forgé en une lame, cette partie est soit utilisée pour former le dos du sabre, ou le centre d’une face pour une épée à double tranchant, ou l’un des bouts de la barre d’acier, selon l’orientation choisie lors de la transformation du billon hémisphérique en une barre. C’est souvent un point de faiblesse de la lame présentant un risque de fracture lors de la forge.
Le forgeage s'effectue une fois le lingot brut de solidification refroidi. Ce dernier est du diamètre d'une balle de tennis et nécessite plusieurs dizaines de cycles de réchauffage et martelage pour finir de transformer la structure du métal. Le réchauffage vers 900°C permet de continuer à dissoudre les carbures dans l'acier. Les chauffes répétées du lingot sont nécessaires car, à cause de sa teneur très élevée en carbone en sortie de fonderie (presque celle de la fonte), l'acier est cassant et ne peut être forgé que doucement et prudemment. Le grand nombre de chauffes sert également à décarburer partiellement l'acier car si sa teneur en carbone est trop élevée, il devient cassant. Lors du refroidissement, des grains de carbure chaque fois plus petits se reforment. Ils se répartissent en lignes visibles à l'œil nu, qui donnent ensuite aux lames l'effet moiré si caractéristique.